# Kabuto (casque)
Pour les articles homonymes, voir Kabuto.

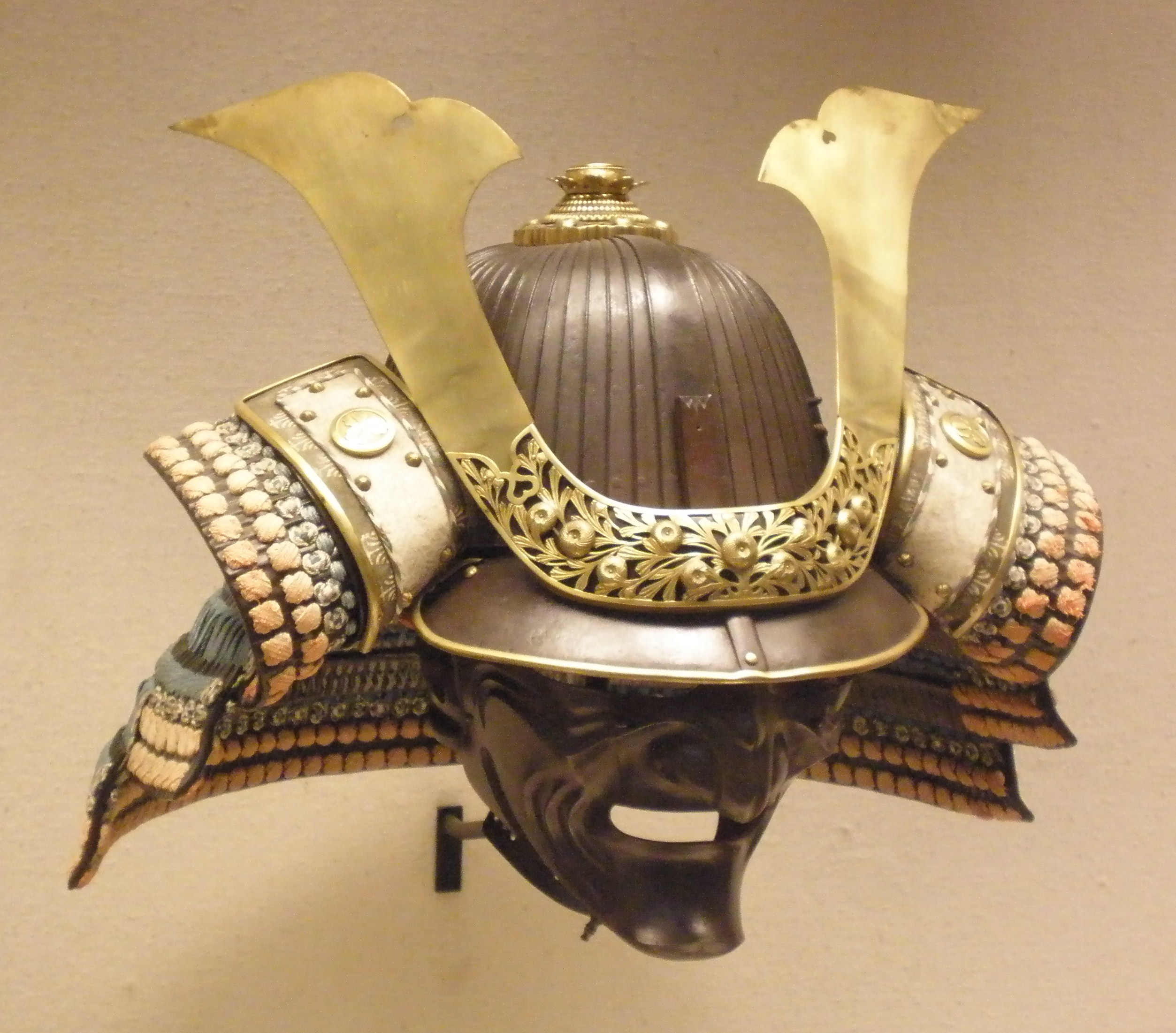
Kabuto.

Le kabuto (兜, 冑) est le casque traditionnel de l'armure japonaise, employé par les samouraïs. Il est constitué en forme d'une bombe, composée de diverses plaques en métal forgé et rivetées entre elles, protégeant le sommet du crâne ainsi qu'une série de lamelles souples (shikoro) protégeant le cou. Ces casques pouvaient être ornés d'un maedate (ornement frontal) et arborer le mon (blason du clan d'appartenance du samouraï).

## Description
Il existe plusieurs formes :
- hoshi kabuto ;
- namban kabuto, casque d'inspiration étrangère : européenne, coréenne, chinoise ;
- suji-bachi, casque à lamelles ;
- kawari kabuto, casque de forme étrange, utilisé principalement pendant les guerres civiles de l'époque Azuchi Momoyama ;
- hinero-nari, fait de quatre ou cinq plaques seulement.

Les principales parties d'un casque sont :
- l'ouverture (tehen no ana), point de convergence des lamelles, aménagé sur le dessus du casque et permettant de laisser passer le chignon du samouraï ;
- le timbre (bashi), le casque proprement dit, constitué de lamelles forgées et rivées entre elles ;
- l'arrière, une passementerie (agemaki), attachée à un anneau ;
- le couvre-nuque (shikoro), protection en demi-cercle du cou et des épaules ;
- l'ornement central (maedate), ornement sur le devant du timbre, très varié et reflétant les valeurs ou les croyances du samouraï ;
- les ailettes (fukigaeshi) portent les armoiries (mon) et protègent le visage ;
- la visière (mabisashi) s'avance au-dessus du visage pour accroître la protection.

## Galerie

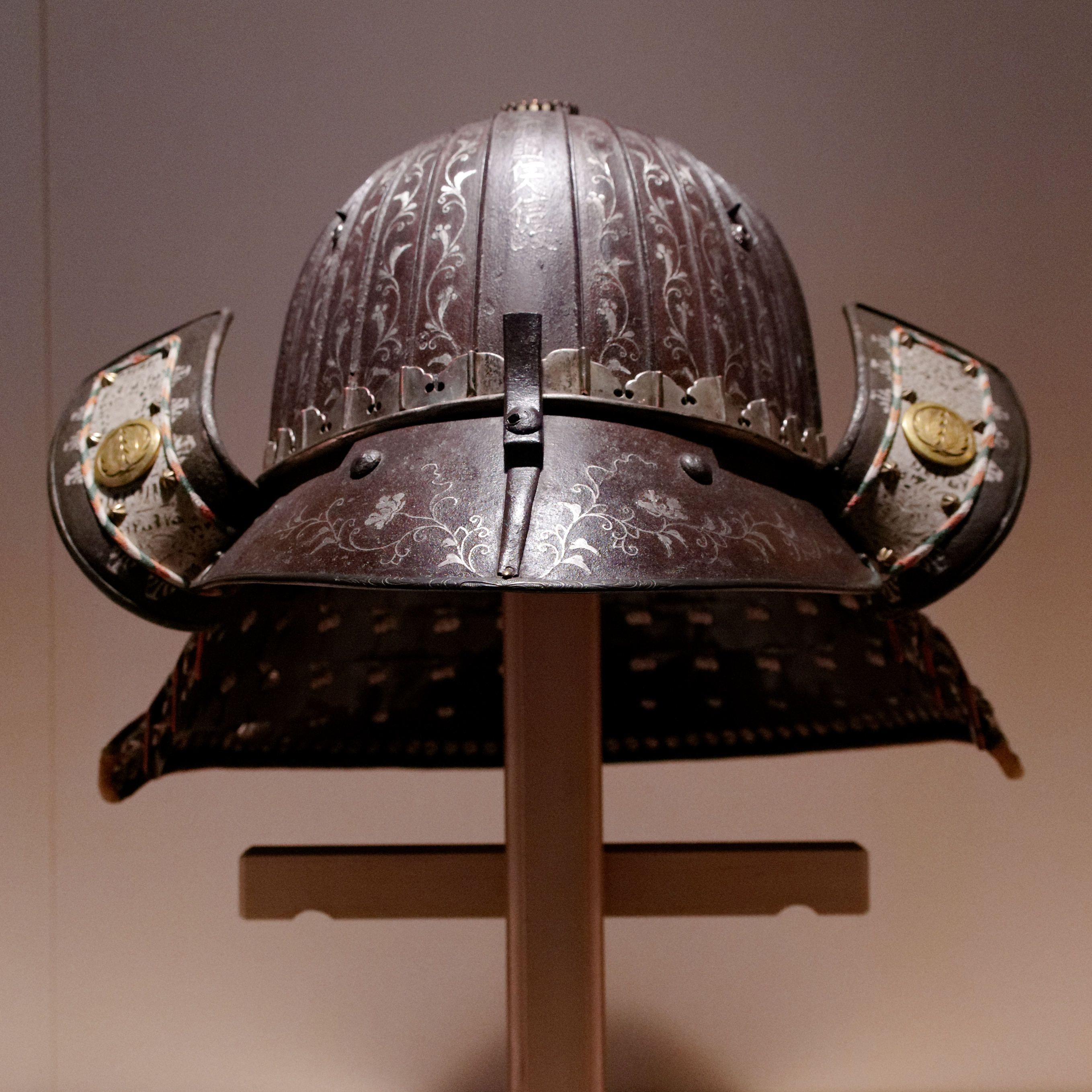
Kabuto de type suji, époque de Muromachi, XVIe siècle.
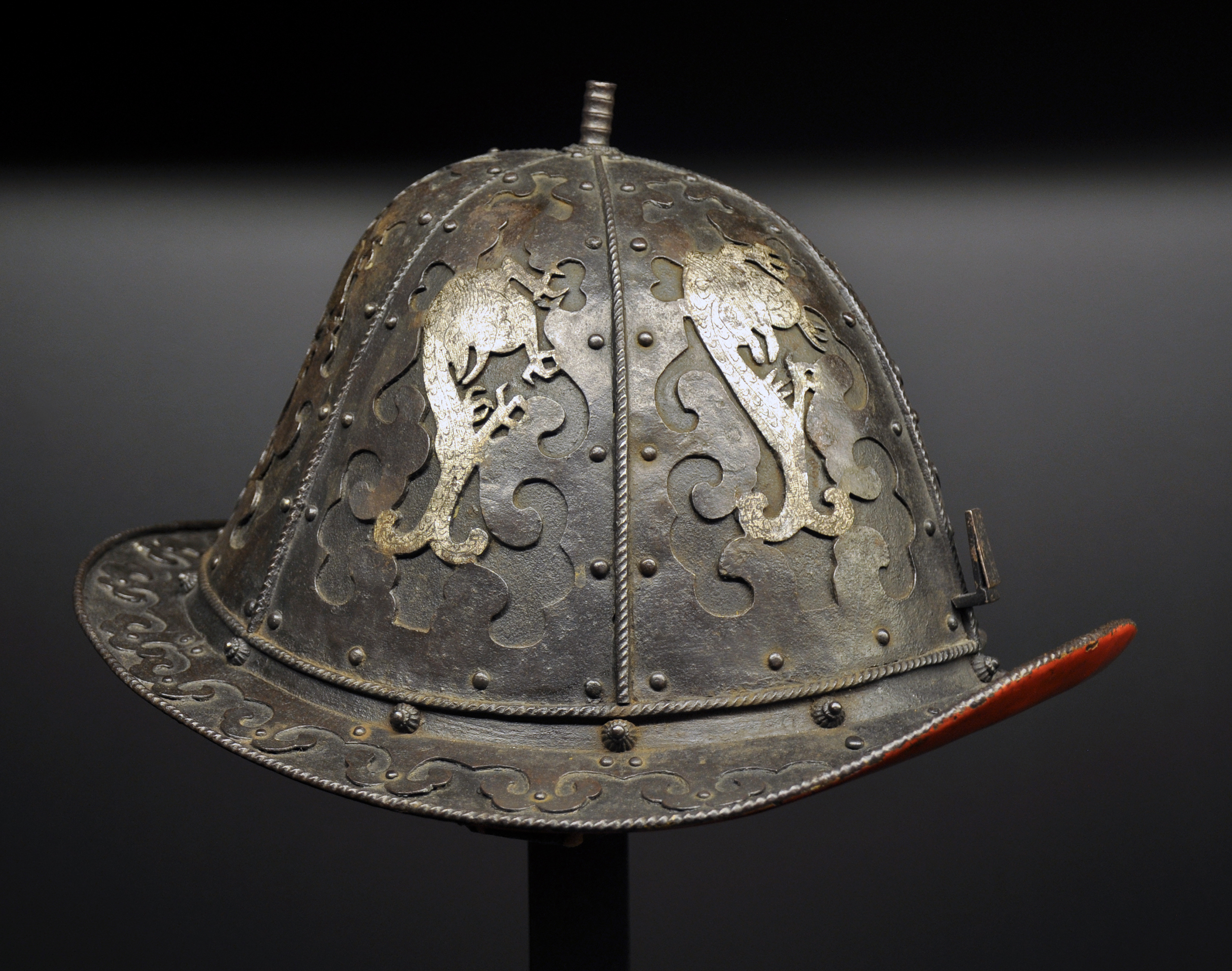
Nanban kabuto, fin de l'époque Momoyama, vers 1600.
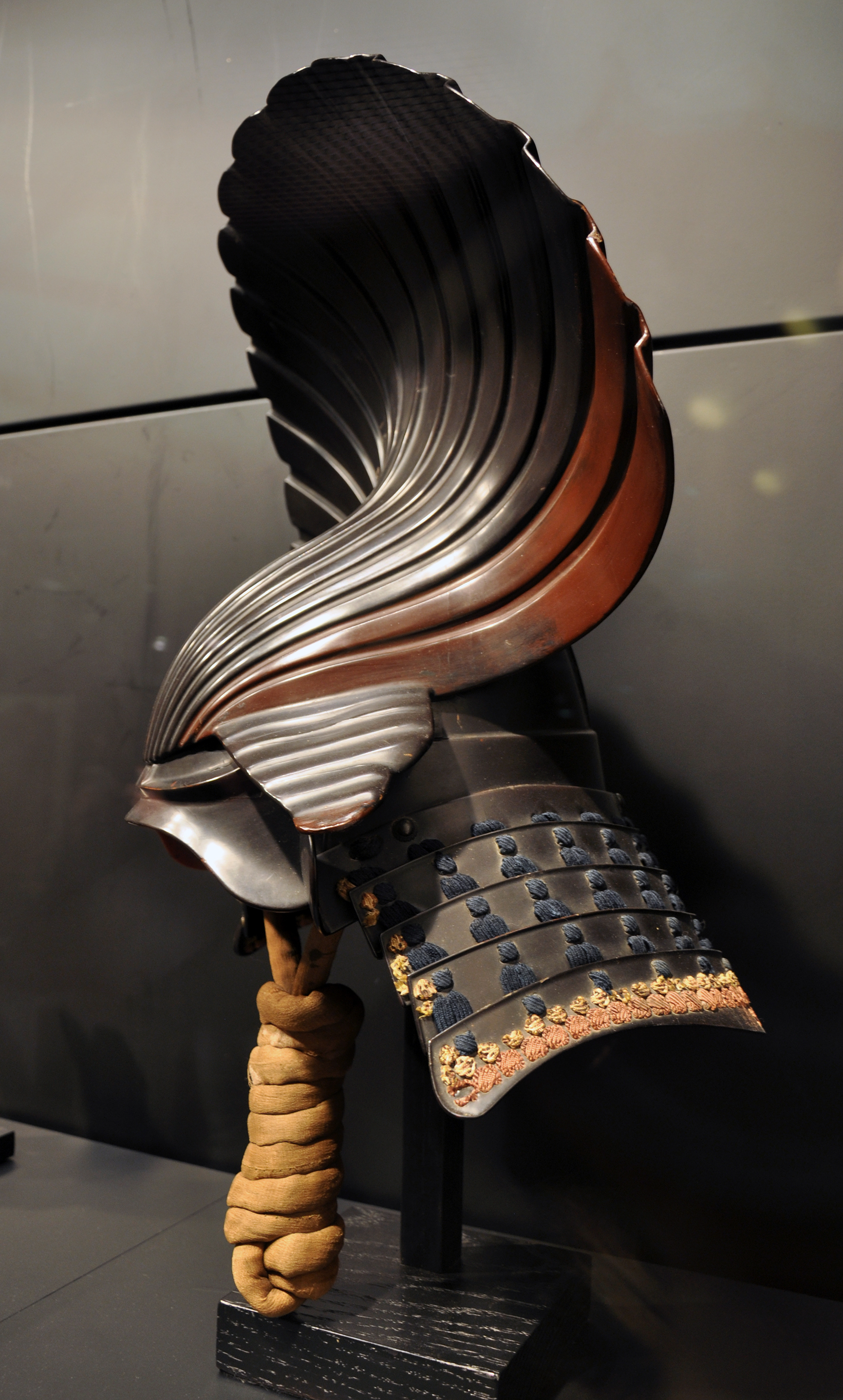
Casque en forme de coquillage (oitaragainari kawari kabuto), début de la période d'Edo, XVIIe siècle.
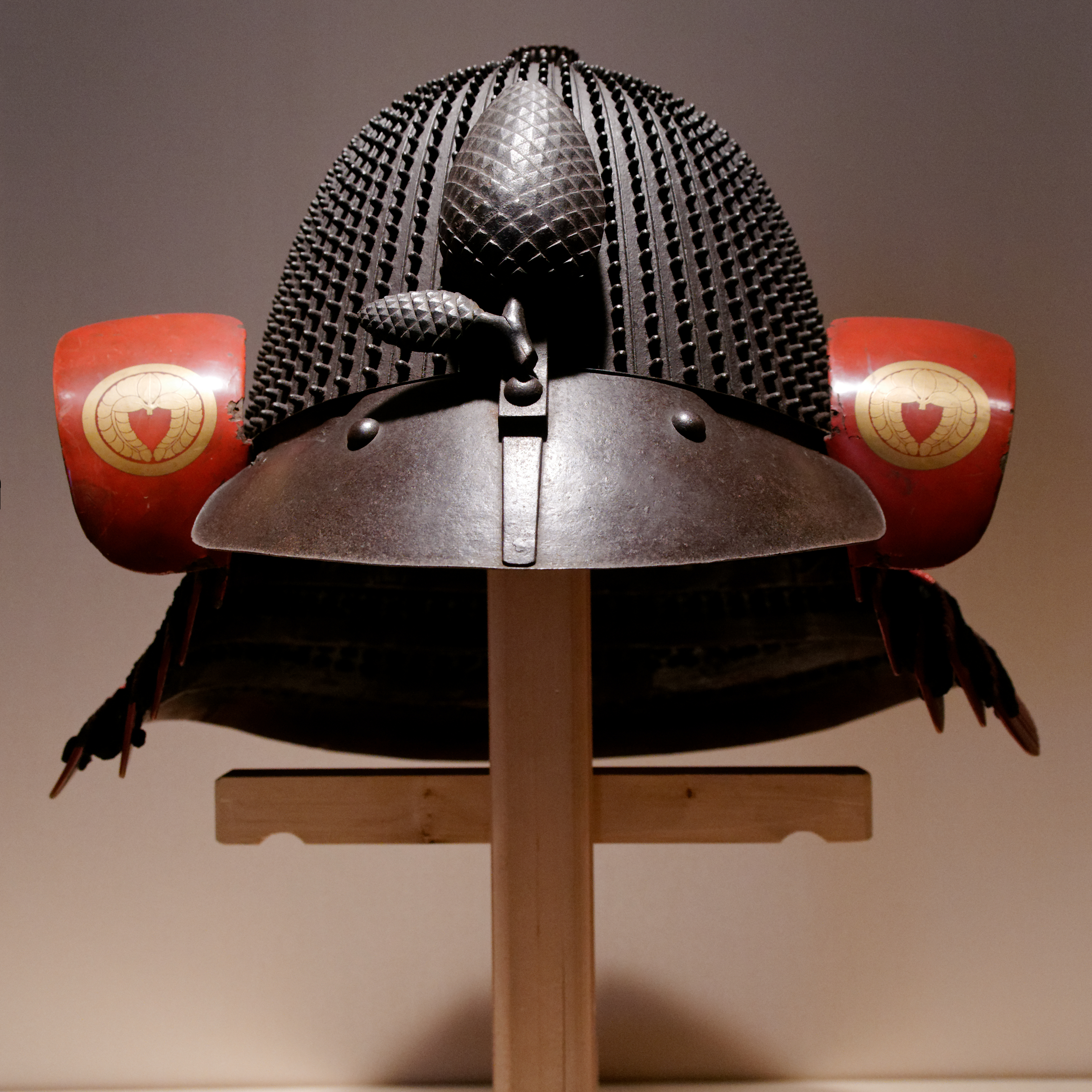
Hoshi kabuto, période d'Edo, XVIIIe siècle.
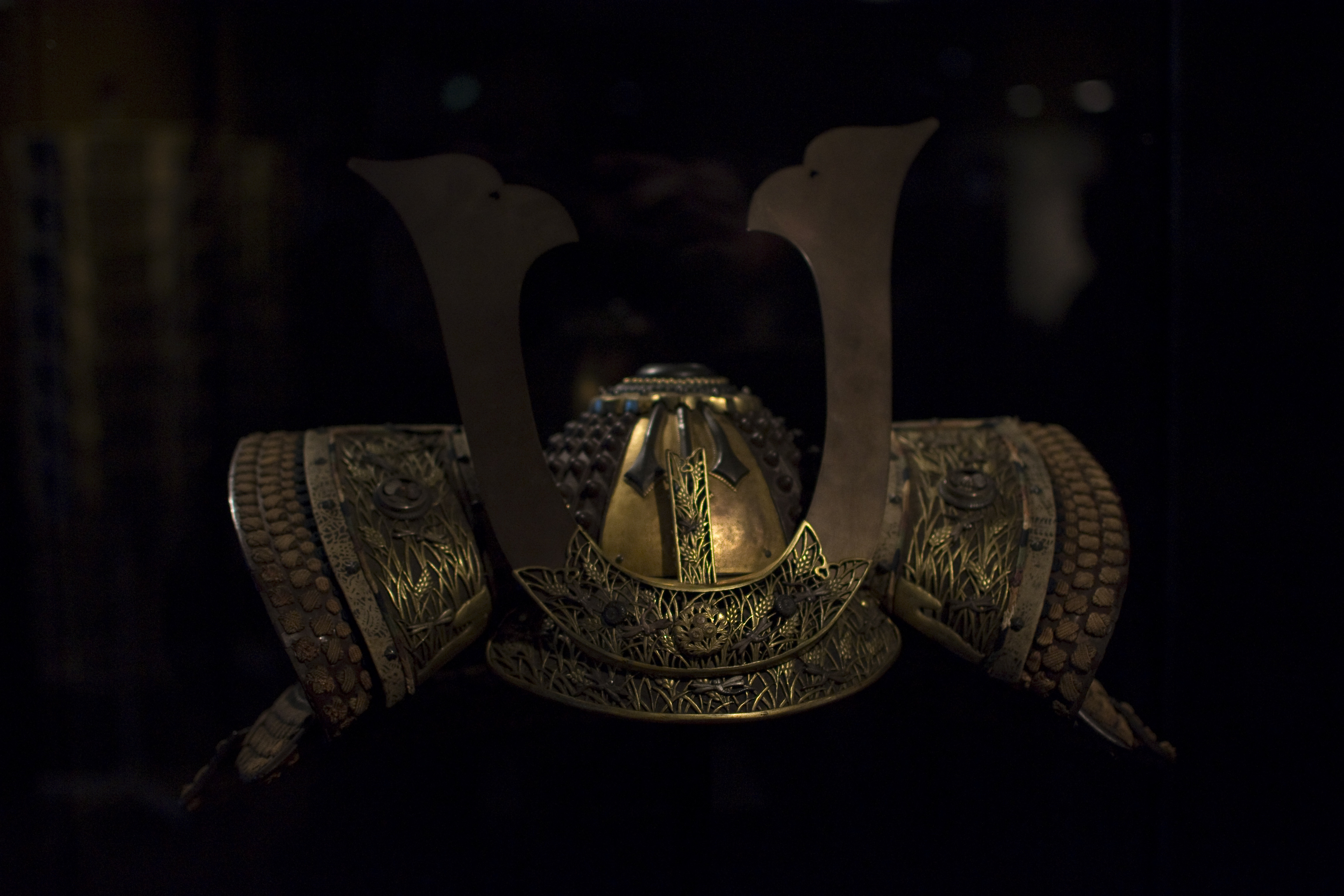
Kawari kabuto, période d'Edo.
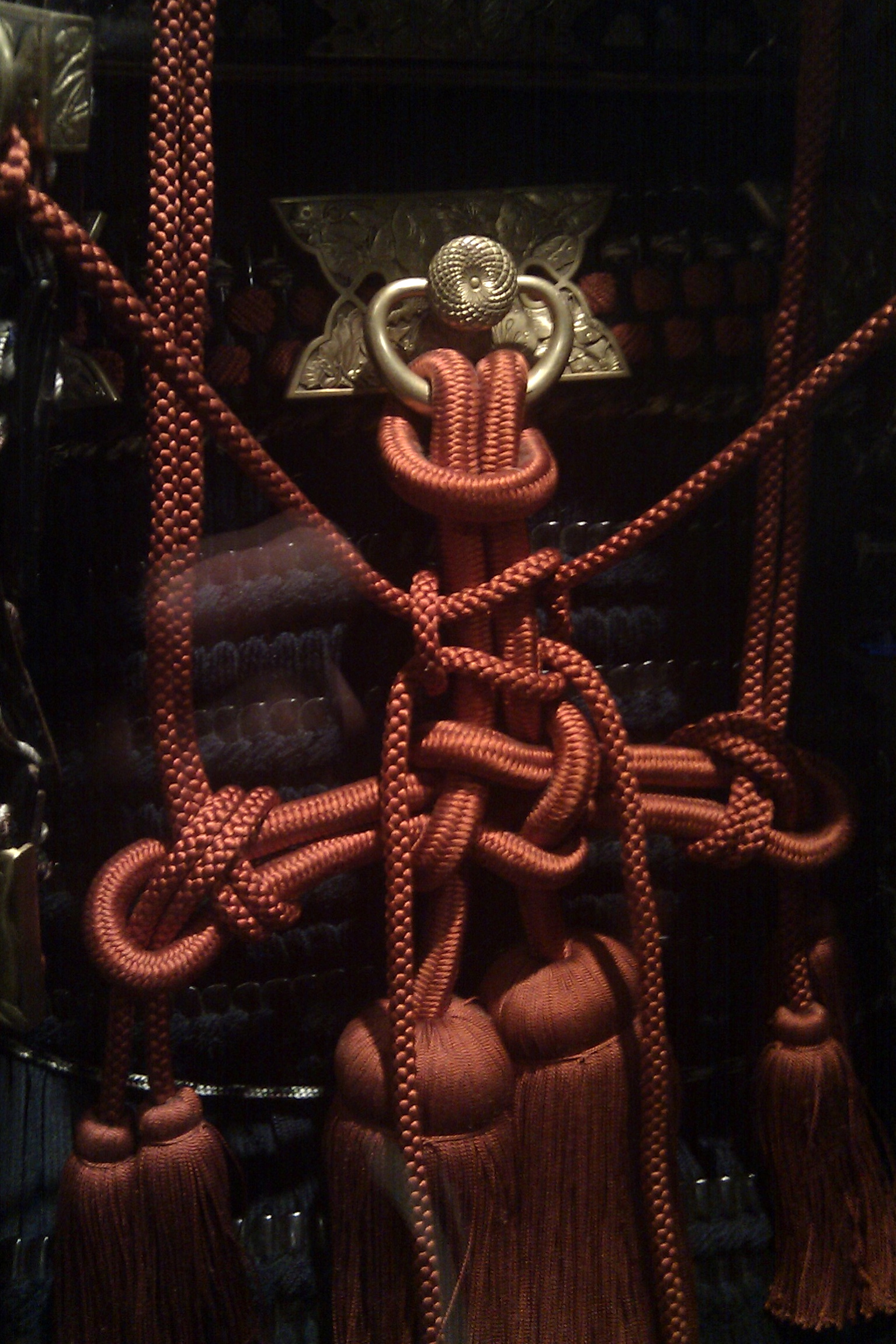
Agemaki.
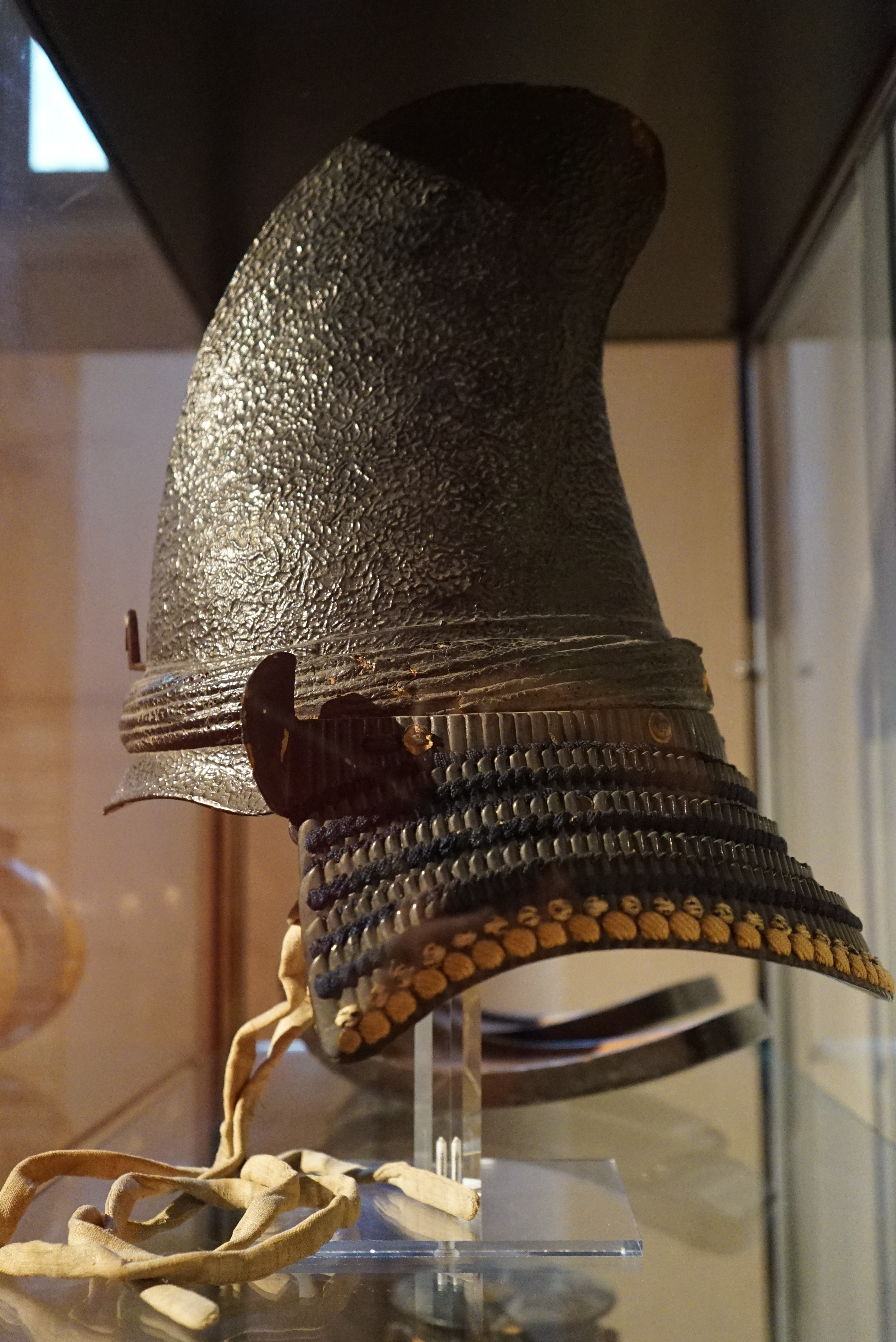
De forme eboshi.

### Source
- Richard Béliveau, Samouraïs. La grâce des guerriers, Libre Expression, 2012, 144 p. (ISBN 978-2-7648-0783-5).